# 婁惺伯
婁惺伯（？—1647年），字愚庵，湖廣湘陰縣人。明末清初政治人物。

## 生平
父婁琇，天启四年举人，崇祯初任陕西泾州知州。崇祯七年（1634年），农民军破城，婁琇死难，朝廷追赠太僕寺少卿。婁惺伯曾任戶部雲南司郎中。明亡降清，官至山西按察使。順治四年（1647年）以「疏縱故藩」之罪名下獄處斬。

## 佚事
《原李耳载》記監察御史王昌胤巡按山西期間，與婁惺伯不和。王昌胤為人陰險，遂在巡抚申朝纪前構陷，惺伯最終下獄致死。後來申朝纪遇惺伯冤魂索命，王昌胤自己也坐事論斬。